# Liste von die NS-Zeit betreffenden Gedenkobjekten in Wien
Die Liste von die NS-Zeit betreffenden Gedenkobjekten in Wien listet Gedenkstätten, Mahn- bzw. Gedenkmale, Gedenksteine und Gedenktafeln im öffentlichen Raum von Wien auf, die die NS-Zeit betreffen. Sie beinhaltet jedoch nicht die mehr als 1100 Erinnerungs- und Gedenksteine (ähnlich den Stolpersteinen), siehe diesbezüglich Erinnerungs- und Gedenksteine in Wien. Insgesamt gibt es in Wien über 1.800 Erinnerungszeichen, wobei dazu auch Erläuterungstafeln zu Verkehrsflächen- und Parkbenennungen zählen.

## Legende
- Spezifikation: Gedenkstätte, Mahn- bzw. Gedenkmal, Denkmal, Gedenkstele, Gedenkstein, Gedenktafel
- Art: allg. = allgemein, spez. = spezifisch (einer bestimmten Gruppe bzw. Sache gewidmet), pers. = personalisiert
- Jahr: Jahr der Enthüllung, der Errichtung

## Liste
| Bild | Spezifikation        | Art         | Bezirk | Standort                                                               | Jahr               | Weitere Informationen |
| ---- | -------------------- | ----------- | ------ | ---------------------------------------------------------------------- | ------------------ | --- |
|      | Mahn- bzw. Gedenkmal | spez.       | 1.     | Judenplatz Koord.                                                      | 2000               | Das Mahnmal für die österreichischen jüdischen Opfer der Schoah wurde auf eine Initiative von Simon Wiesenthal von der Stadt Wien nach einem Entwurf von Rachel Whiteread errichtet. |
|      | Mahn- bzw. Gedenkmal | spez.       | 21.    | Prager Straße 33 Koord.                                                | 2000               | Das Denkmal „Befreiung Außenlager des KZ Mauthausen in Floridsdorf“ beim Bezirksmuseum Floridsdorf wurde im Jahr 2000 vom Verein „niemals vergessen“ errichtet und soll an die Befreiung von 2 Außenlager des KZ Mauthausen erinnern. |
|      | Mahn- bzw. Gedenkmal | allg.       | 1.     | Helmut-Zilk-Platz (ehemals Albertinaplatz) Koord.                      | 1988               | Das Mahnmal gegen Krieg und Faschismus wurde nach einem Entwurf von Alfred Hrdlicka durch die Stadt Wien errichtet. Die Enthüllung des noch unvollendeten Denkmals fand am 24. November 1988 statt. |
|      | Mahn- bzw. Gedenkmal | spez.       | 2.     | Tempelgasse 5 Koord.                                                   | 1998               | Das „Memorial für den Leopoldstädter Tempel“ wurde nach einem Entwurf des Architekten Martin Kohlbauer errichtet und am 31. März 1998 „enthüllt“. Es besteht aus vier weißen Säulen in der Höhe von 24 beziehungsweise 28 Metern, die im Originalmaßstab an die Größe der zerstörten Synagoge erinnern sollen. |
|      | Denkmal              | pers.       | 1.     | Am Hof 10 Koord.                                                       | 1947               | Das Denkmal für die vom Faschismus ermordeten Feuerwehrmänner wurde von der Feuerwehr der Stadt Wien gestiftet, von Mario Petrucci gestaltet und am 27. Oktober 1947 durch Bürgermeister Theodor Körner enthüllt. Es gedenkt einem Bürgerkriegskämpfer und vier hingerichteten kommunistischen Widerstandskämpfern. |
|      | Mahn- bzw. Gedenkmal | spez.       | 1.     | Ballhausplatz Koord.                                                   | 2014               | Das Denkmal für die Verfolgten der NS-Militärjustiz wurde von dem Künstler Olaf Nicolai entworfen, von der Stadt Wien errichtet und am 24. Oktober 2014 durch einen Festakt der Öffentlichkeit präsentiert. |
|      | Gedenkstätte         | spez.       | 1.     | Salztorgasse 6 Koord.                                                  | 2011 (1968)        | Die Gedenkstätte für die Opfer der Gestapo Wien wurde ursprünglich von Opferverbänden 1968 als „Gedenkraum für die Opfer des österreichischen Freiheitskampfes“ eingerichtet. Nach der Renovierung und der thematischen Erweiterung durch das Dokumentationsarchiv des österreichischen Widerstandes (DÖW) erfolgte am 26. Mai 2011 die Wiedereröffnung durch den Bundespräsidenten Heinz Fischer. |
|      | Mahn- bzw. Gedenkmal | spez.       | 11.    | Simmeringer Hauptstraße 234, Zentralfriedhof, Tor 2, Gruppe 41 Koord.  | 1948               | Das Mahnmal der Stadt Wien am Wiener Zentralfriedhof ist „den Opfern für ein freies Österreich 1934–1945“ gewidmet. Es wurde von der Stadt Wien gestiftet, von Fritz Cremer, Wilhelm Schütte und Margarete Schütte-Lihotzky gestaltet und am 1. November 1948 durch den Bürgermeister Theodor Körner der Öffentlichkeit übergeben. |
|      | Mahn- bzw. Gedenkmal | pers.       | 13.    | Hetzendorfer Straße 188 Koord.                                         | 1947               | Das Denkmal für die vom NS-Regime geköpften Hietzinger Straßenbahner wurde von Bediensteten des Betriebsbahnhof Speising gestiftet und am 9. November 1947 enthüllt. Es erinnert namentlich an vier zu Tode verurteile Widerstandskämpfer |
|      | Mahn- bzw. Gedenkmal | spez.       | 3.     | Leon-Zelman-Park Koord.                                                | 2017               | Das Mahnmal Aspangbahnhof wurde vom Künstler-Duo PRINZpod entworfen, im Auftrag der Stadt Wien um rund 330.000 Euro errichtet und am 7. September 2017 enthüllt. Das Mahnmal erinnert an jene 47.035 Juden, die vom Aspangbahnhof deportiert wurden. |
|      | Mahn- bzw. Gedenkmal | pers.       | 2.     | Welthandelsplatz 1 Koord.                                              | 2014               | Das von Alexander Felch entworfene Mahnmal am WU Campus (zw. Gebäuden LC und D3) für die vom NS-Regime verfolgten Angehörigen der Hochschule für Welthandel wurde im Zuge eines Gedenkprojektes der WU errichtet und mit 120 Namen am 8. Mai 2014 feierlich der Öffentlichkeit übergeben. Im Frühjahr 2023 wurden 31 weitere Namen von Personen hinzugefügt, die aufgrund geschichtswissenschaftlicher Forschungen zwischenzeitlich ebenfalls als Opfer nationalsozialistischer Verfolgung identifiziert worden waren. |
|      | Mahn- bzw. Gedenkmal | spez.       | 14.    | Baumgartner Höhe 1 (vor dem Jugendstiltheater) Koord.                  | 2003               | Das Mahnmal vor dem Jugendstiltheater auf dem Areal des Otto-Wagner-Spitals besteht aus 772 Lichtsäulen und wurde am 28. November 2003 eingeweiht. Es erinnern an jene Kinder, die ab 1940 in der städtischen Jugendfürsorgeanstalt „Am Spiegelgrund“ ermordet wurden. |
|      | Gedenkstätte         | spez.       | 14.    | Baumgartner Höhe 1 (im Pavillon V) Koord.                              | 2002               | Die Gedenkstätte bzw. Ausstellung wird vom Dokumentationsarchivs des österreichischen Widerstandes betreut und wurde im Mai 2002 anlässlich der Bestattung der sterblichen Überreste der Spiegelgrund-Opfer im Pavillon V des Otto-Wagner-Spitals eröffnet. In den Jahren 2008 sowie 2012 fand eine Erweiterung statt. |
|      | Gedenkstein          | spez.       | 14.    | Baumgartner Höhe 1 (östl. Pavillon V) Koord.                           | 1988               | Die Inschrift des Gedenksteines lautet: „Zum Gedenken an die Opfer des nationalsozialistischen Staates in der Psychiatrie und zur Mahnung errichtet im Jahr 1988“. |
|      | Gedenkstein          | spez.       | 11.    | Simmeringer Hauptstraße 234 (Zentralfriedhof, Tor 2, Gruppe 40) Koord. | 2002               | Zwei von der Stadt Wien gewidmete Gedenksteine bei den Grabstellen der Kindereuthanasie-Opfer am Wiener Zentralfriedhof (Gruppe 40). |
|      | Gedenktafel          | pers.       | 21.    | Am Spitz 1 Koord.                                                      | 1964 (1950)        | Die Gedenktafel rechts beim Haupteingang des Amtshauses erinnert namentlich an drei hingerichtete Widerstandskämpfer und wurde 1964 enthüllt. Der alte Gedenkstein, gestiftet von der Bezirksgruppe Floridsdorf des Landesverbands Wien des Bundesverbandes österreichischer Widerstandskämpfer und Opfer des Faschismus (KZ-Verband), wurde am 8. April 1950 enthüllt und musste aus verkehrstechnischen Gründen 1962 abgetragen werden.                                                                              |
|      | Gedenkstele          | pers.       | 21.    | Am Spitz Koord.                                                        | 2008               | Die metallische Gedenkstele vor dem Amtshaus erinnert namentlich an drei gehängte Widerstandskämpfer und wurde am 11. März 2008 enthüllt. |
|      | Gedenkstein          | spez.       | 11.    | Haidestraße 22 Koord.                                                  | 1981               | Der Gedenkstein „KZ Mauthausen Nebenlager Simmering“ wurde von Franz Kovar gestaltet, von der SPÖ-Bezirksorganisation Simmering gestiftet und am 2. April 1981 im Beisein von Johann Hatzl enthüllt. |
|      | Gedenktafel          | spez.       | 2.     | Am Tabor 5 (beim Portal der Kirche) Koord.                             | 2009               | Im Jahr 2009 wurde von der Pfarrgemeinde gemeinsam mit dem Verein „Steine der Erinnerung“ eine Gedenktafel am Eingang/Portal bei der Verklärungskirche angebracht. |
|      | Denkmal              | pers.       | 21.    | Gerichtsgasse 5 Koord.                                                 | 1984 (1947)        | Das Denkmal „der Faschismus tötete“ beim Straßenbahn-Betriebsbahnhof an der Adresse Gerichtsgasse 5 in Floridsdorf wurde in Gedenken an 4 Opfer des Widerstandes gegen das NS-Regime errichtet und am 2. August 1947 enthüllt. Das ursprüngliche Denkmal, gestiftet von der Belegschaft des Betriebsbahnhofs, bestand aus einem Wand-Sgraffito, einer Aussparung mit einer Büste und Inschrift sowie einer Widmung. Im Jahr 1984 wurde die Büste umgesetzt und das Denkmal von Manfred Schwinghammer neu gestaltet.    |
|      | Denkmal              | pers.       | 7.     | Arthur-Schnitzler-Platz 1 (südseitig beim Volkstheater) Koord.         | 2008 (1950)        | Ursprünglich befand das von Franz Pixner gestaltete und am 23. April 1950 enthüllte Denkmal für Rudolf Beer sich im Foyer des Theaters Die Scala (4, Favoritenstraße 8). Wegen Abriss des Theaters wurde es am 31. Dezember 1960 neben dem Volkstheater (7, Neustiftgasse 1) aufgestellt. Im Jahr 2008 wurde die Büste mit Hilfe der Stadt Wien restauriert, mit einem Sockel versehen, versetzt und neu enthüllt. |
|      | Gedenktafel          | spez. pers. | 19.    | Boschstraße 9 Koord.                                                   | 2003               | Die Gedenktafel „Kündigungsgrund Nichtarier“ wurde von der Stadt Wien sowie dem Kulturverein österreichischer Roma gestiftet und am 27. November 2003 enthüllt. Sie befindet sich gegenüber dem Bahnhof Heiligenstadt an der Außenseite des Gemeindebaus Karl-Marx-Hof. |
|      | Mahn- bzw. Gedenkmal | spez.       | 8.     | Landesgerichtsstraße 11 Koord.                                         | 2015               | Das Mahn- bzw. Gedenkmal „369 Wochen“ vor dem Landesgericht für Strafsachen Wien (nördlich vom Haupteingang) wurde am 21. April 2015 enthüllt. Es wurde von Eva Schlegel entworfen und vom KZ-Verband (KPÖ), dem Bund sozialistischer Freiheitskämpfer (SPÖ) sowie der ÖVP-Kameradschaft der politisch Verfolgten gestiftet. Die Zahl 369 steht für die 369 Wochen andauernde NS-Herrschaft in Wien. |
|      | Gedenkstätte         | spez.       | 8.     | Landesgerichtsstraße 11 Koord.                                         | 2012 (1967) (1951) | Die „Gedenkstätte für die Opfer der NS-Justiz“ wurde erstmals 1951 im ehemaligen Hinrichtungsraum eingerichtet. 1967 fand eine Neugestaltung sowie Vergrößerung der Gedenkstätte statt und am 8. Mai 1967 wurde sie durch Bundeskanzler Josef Klaus wieder eröffnet. 2011/2012 fand eine weitere Umgestaltung statt. |
|      | Gedenktafel          | spez.       | 8.     | Landesgerichtsstraße 11 Koord.                                         | 2015               | Im Zuge eines Projektes des Landesgerichts und des Justizministeriums, in das auch Opferschutzverbände einbezogen wurden, wurden mehrere Gedenktafel direkt vor dem Haupteingang des Landesgericht für Strafsachen angebracht, die am 26. Jänner 2015 der Öffentlichkeit präsentiert wurden. |
|      | Mahn- bzw. Gedenkmal | allg.       | 1.     | Morzinplatz Koord.                                                     | 1985 (1951)        | Das Mahnmal „Niemals Vergessen für die Opfer der Gestapo“ erinnert an die Zentrale der Gestapo im ehemaligen Hotel Métropole. Das von der Stadt Wien gestiftete Mahnmal wurde vom technischen Leiter der städtischen Steinmetzwerkstätte der Stadt Wien Leopold Grausam entworfen und am 1. November 1985 enthüllt. Es ersetzte den rund 50 Meter südlicher vorhandenen Gedenkstein für die Opfer des Faschismus, der am 11. April 1951 vom KZ-Verband (KPÖ) illegal aufgestellt wurde.                                |
|      | Denkmal              | spez.       | 10.    | Reumannplatz Koord.                                                    | 1981               | Das antifaschistische Denkmal wurde nach einem Entwurf von Heinrich Sussmann errichtet, vom „Kuratorium zur Errichtung eines Denkmals für die Opfer des Faschismus“ gestiftet und am 24. Oktober 1981 enthüllt. |
|      | Denkmal              | pers.       | 17.    | Hernalser Hauptstraße 183 (im Park der Freiheit) Koord.                | 2015               | Das Denkmal, enthüllt am 15. September 2015, wurde von Maria Anwander und Ruben Aubrecht konzipiert, von der Bezirksvertretung gestiftet und von der gemeindeeigenen Firma „Kunst im öffentlichen Raum GmbH“ (KÖR) realisiert. |
|      | Gedenktafel          | pers.       | 10.    | Laxenburger Straße 98 Koord. (Koordinaten näherungsweise)              | 1949               | In Gedenken an das kommunistische Widerstandsehepaar Maria und Rudolf Fischer wurde 1949 der Gemeindebau an der Adresse Laxenburger Straße 98 / Leebgasse 95 / Migerkastraße 2–4 nach ihnen benannt und eine Gedenktafel angebracht. |
|      | Gedenktafel          | pers.       | 19.    | Gymnasiumstraße 83 Koord.                                              | 2006               | Am 21. Februar 2006 wurde an der Außenfassade des Döblinger Gymnasiums eine Gedenktafel für das NS-Opfer Richard Frey enthüllt, dessen Text der österreichische Bundespräsident Heinz Fischer verfasste. |
|      | Gedenktafel          | spez.       | 9.     | Türkenstraße 22 Koord.                                                 | 2015               | Die „Gedenktafel für politische Häftlinge in der Rossauer Kaserne 1933–1945“ wurde von der Jura-Soyfer-Gesellschaft gestiftet und ist an der Fassade der Rossauer Kaserne angebracht. Sie wurde am 23. November 2015 enthüllt. |
|      | Gedenkstätte         | spez.       | 9.     | Otto-Wagner-Platz (Ostarrichipark) Koord.                              | 2021               | Die Gedenkstätte für die in der Shoah ermordeten Jüdischen Kinder, Frauen und Männer aus Österreich enthält die Namen der rund 65.000 in der Shoah ermordeten jüdischen Kinder, Frauen und Männer aus Österreich. Das Projekt zur Errichtung der Gedenkstätte wurde im Jahr 2000 von Kurt Yakov Tutter initiiert. Die Eröffnung fand am 9. November 2021 statt. |

Eine spezielle Gedenkstätte ist die Gedenkstätte für Maximilian Kolbe, die im Jahr 1972 neben dem Kirchenraum der Alserkirche eingerichtet wurde; sie befindet sich im Durchgangsraum zwischen dem Kreuzgang und der Antoniuskapelle. Ein riesiges Sgraffito zeigt den betenden Priester Kolbe in Häftlingskleidung samt rotem Winkel und Häftlingsnummer des Konzentrationslagers Auschwitz; auch ein SS-Mann mit einer Giftspritze und ein Verbrennungsofen des KZ Auschwitz sind zu sehen.